# Inhambanella
Inhambanella är ett släkte av tvåhjärtbladiga växter. Inhambanella ingår i familjen Sapotaceae.
Kladogram enligt Catalogue of Life:
| Inhambanella | \| \| Inhambanella guereensis \| \| \| \| \| \| Inhambanella henriquezii \| \| \| \| |
|              | \| \| Inhambanella guereensis \| \| \| \| \| \| Inhambanella henriquezii \| \| \| \| |
|              | Inhambanella guereensis                                                              |
|              |                                                                                      |
|              | Inhambanella henriquezii                                                             |
|              |                                                                                      |